# 普雷里鎮區 (印地安納州科西阿斯科縣)
普雷里鎮區（英語：Prairie Township）是位於美國印地安納州科西阿斯科縣的一個行政鎮區。

## 地方資料
根據2010年美國人口普查的數據，普雷里鎮區的面積為92.60平方千米，當中陸地面積為91.30平方千米，而水域面積為1.30平方千米。當地共有人口1147人，而人口密度為每平方千米12.39人。